# 奧薩奇鎮區 (堪薩斯州邁阿密縣)
奧薩奇鎮區（英語：Osage Township）是位於美國堪薩斯州邁阿密縣的一個行政鎮區。

## 地方資料
奧薩奇鎮區的面積為106.61平方千米，當中陸地面積為105.13平方千米，而水域面積為1.48平方千米。根據2010年美國人口普查的數據，當地共有人口667人，而人口密度為每平方千米6.26人。

## 外部連結
- US-Counties.com
- City-Data.com （页面存档备份，存于）